# Danske cirkus og cirkusfamilier
Danske cirkus og cirkusfamilier. Siden 1945 har der hvert år været mellem tre og 11 danske omrejsende cirkus, foruden det stationære i Cirkusbygningen i København frem til 1990. Antallet kan være svært at opgøre konkret, da nogle mener, at de mindre forretninger med kortere turneer eller spilleperioder – for eksempel markedscirkus – som kalder sig cirkus, ikke bør tælles med. Desuden er der Muskelsvindfondens og DR Big Bands Cirkus Summarum, som nærmere er børneteater i et til formålet lejet cirkustelt. I 2024 opgøres antallet til syv cirkus: Arena, Arli, Baldoni, Krone, Mascot, Nemo og Trapez. Mange af de første danske cirkusfamilier stammer fra udenlandske slægter, der siden har slået sig ned i Danmark. Flere af de nuværende familier kommer fra borgerligt miljø, heriblandt Berdino-familien (Cirkus Arena) og Arli-familien (Cirkus Arli). Zirkus Nemo blev grundlagt i 1999 af skuespilleren Søren Østergaard og journalisten og entertaineren Anders Lund Madsen.

## Danske cirkus

### De første cirkusforestillinger
Cirkusforestillinger begyndte sidst i 1700-tallet med Price-familien på Dyrehavsbakken nord for København i 1795. Der kom flere til fra 1799. Det var udenlandske rejsende, der lavede forestillingerne, og flere af familierne slog sig sidenhen ned i Danmark. Nogle af cirkusforestillingerne var nærmere et menageri, med fremvisning af fremmede dyr.
Den franske cirkusfamilie, Gautier kom fra Sverige til Danmark i 1807, hvor Jean Baptiste Gautier fik tilladelse til at fremvise en indisk elefant, samt en samling af andre dyr, på Dyrehavsbakken i kildetiden. Han drog derefter til Vesterbro i København, hvor dyrene også blev fremvist. Det var dog for farligt at være i byen efter Englændernes bombardement, hvor elefanten blev ramt af en granatsplint – hvilket den "heldigvis" overlevede – hvorefter Gautier rejste videre.
I 1830 opførte Philippo Pertoletti, der var af venetiansk afstamning, Danmarks første cirkusbygning. Den var en stor træbygning med plads til 1800 tilskuere. Den lå ved siden af teatret på Nørrebro, der var indrettet i en af Blågårdens fløje af Pertoletti-familien i 1820, teatret brændte i 1833. Nørrebro var på det tidspunkt et populært udflugtsmål for københavner-borgerskabet, og der var opstået flere udskænknings- og forlystelsessteder. Pertoletti-artistfamilien bød på en bred vifte af underholdning og foreviste blandt andet elefanter.
Det tyske Cirkus Renz var i København i 1860 og i 1877. Direktør Ernst Renz lod udarbejde et projekt med en cirkusbygning i Jernbanegade, men det blev aldrig ført ud i livet. Andre tog imidlertid idéen op, hvorefter Cirkusbygningen blev opført for dansk kapital. Da den åbnede i 1886 var Cirkus Renz den første lejer. I 1887 var det dog den mindre kendte tyske Cirkus Schumann, under ledelse af Albert Schumann, der fik lov at bruge bygningen i en enkelt sæson. Cirkus Schumann, under ledelse af Gotthold Schumann, var første gang i Danmark i 1871. Renz vendte tilbage i 1888, men fik aldrig den samme succes som tidligere. Schumann-familien genindtog Cirkusbygningen i 1916, efter tre af Gotthold Schumanns børnebørn – Willy (1880-1936), Ernst (1884-1960) og Oscar (1886-1954) – havde etableret en dansk cirkus i 1914. Schumann overtog et fast lejemål af bygningen fra 1918 og frem til 1969, på nær årene 1937-1943.

### Eksisterende cirkus
- Cirkus Arena, 1955-
Berdino-familien
- Cirkus Arli, 1970-
Arli-familien
- Cirkus Baldoni, 1998- (startede under navnet Cirkusteatret, indtil 2003)
René Mønster Baldoni, aka René Marvin (1965-)
- Cirkus Krone, 1939-1970, 1984-2018, 2024-
Thierry-familien
- Cirkus Kæphøj (Børnecirkus og fritidsklub), 1985-
- Cirkus Mascot, 1994-
Deleuran-familien
- Cirkus Trapez, 2016-
Enoch-familien
- Cirkus Tværs (Børne- og ungdomscirkus), 1986-

### Ophørte cirkus
- Cirkus Alaska, 1904-1935
Bruun-familien, Herman Bruun (1865-1944)
- Cirkus Arena, 1931-?, 1945
Ikke nuværende, 1945 er angiveligt et andet cirkus Arena end i 1931.
- Cirkus Bech-Olsen, 1908-1934
Magnus Bech-Olsen (1866-1932)
- Cirkus Bella, 1943-1944 (tdl. Cirkus C. Miehe i 1942)
Isabella Bruun (1893-1995)
- Cirkus Belli, 1924-1957
Belli-familien, fra 1955 Eli Benneweis
- Cirkus Benneweis, 1887-2015
Benneweis-familien
- Cirkus Bergman-Madsen, 1939-1941
Fyrtårnet og Bivognen
- Cirkus Binger, 1961-1962
- Cirkus Brdr. Schmidt, 1919-1955
Schmidt-familien
- Cirkus Buster, 1961
Benneweis-familien
- Cirkus Bruun, 1894-1904 (anvendte også navnene Cirkus Arena, Cirkus Martinus og Cirkus Majedo)
Bruun-familien
- Cirkus Bünger, 1974 (eksisterede kun i 8 dage)
Bünger-familien
- Cirkus Caravani, 1927
Mundeling-familien
- Cirkus Charlie, 1988-2007
- Cirkus C. Miehe, 1926
Christian Miehe og markedsgøgleren Kristen Larsen Møller
og 1942 (fortsatte 1943-1944 som Cirkus Bella)
reelt med Isabella Bruun (1893-1995) som indehaver.
- Cirkus Dania, 1976-1977, 1989
Claus Jespersen, aka Claus Urban Maaløv Jespersen (1946-1994)
- Cirkus Dannebrog, 1880-1928, 1933 og 1977-2016
Enoch-familien
- Cirkus Fantastico, 1993
Jörgen Börsch (aka Jørgen Børsch) og Kurt Sørensen
- Cirkus Franz-Joseph, 1929-1939
Bruun-familien, Franz Bruun (1905-1979)
- Cirkus Freja, 1984-1986
Tonny Trifolikom, Folmer Kristensen og Marie Netterstrøm
- Cirkus Guillaume, 1890-1913
Baron Knuth, aka Wilhelm Emil Gustav Knuth (1851-1916)
- Cirkus Hamilton, ca. 1997
Elo Kjærsgaard Jensen
- Cirkus Ib, 1945-1946 (Fælledrevyen)
Ib Schønberg (1902-1955)
Cirkus Ib, 1961
Ib Rhoden (1931-1996)
- Cirkus Korona, 1948
Benneweis-familien
- Cirkus Louis Schmidt, 1935-1960 (kaldtes senere år kun Cirkus Louis)
Schmidt-familien, Louis Schmidt (1897-1976)
- Cirkus Lillian Daniels, 1985
Daniels-familien, Lillian Daniels
- Cirkus M Schumann, 1977-1982
Schumann-familien, Max Schumann (1916-2004)
- Cirkus Meta, 1954
Belli-familien, Einar Jensen
- Cirkus Miehe, 1889-1958
Miehe-familien
- Cirkus Miehe-Glauert, 1927-1939
Christian Miehe og svoger, rytteren Oscar Glauert
- Cirkus Moreno & Reinsch, 1948-1951
Willy Moreno og Albert Reinsch
- Cirkus Moreno, 1951-1967
Willy Moreno, aka Willy Sjöstrand (1919-1979) og hustru Inga
- Cirkus Mundeling, Cirka 1884-1926 og 1986-1987
Mundeling-familien
- Zirkus Nemo, 1999-2025 (sidste sæson i 2024)
Søren Østergaard
- Cirkus Olympia, ca. 1906-ca. 1910
A.H. Daucke.
Cirkus Olympia, 1931-1946
P. Christiansen, muligvis også A.H. Daucke
- Cirkus Rabello, 1947 og 1949
Leon Rabello (1912-?)
- Cirkus Reinsch, 1923
Enoch-familien og Reinsch-familien
- Cirkus Renard, 1955
Renard-familien og Miehe-familien
- Cirkus Rex, 1947 og 1949
- Cirkus Rex Arena, 1953
- Cirkus Robert Daniels, 1932-1953
Daniels-familien, Robert Daniels Nielsen
- Cirkus Royal, 1930, 1935-1961[a] og 1964-1972 (startede under navnet Cirkus Joseph i 1930)
Bruun-familien, Joseph Bruun (1899-1981)
- Cirkus Scandinavia, 1991-1995
Conny Hende og hendes mand Jørgen Hansen
- Cirkus Skandinavien, 1878-1880
Enoch-familien
- Cirkus Schumann, 1914-1937 og 1943-1969
Schumann-familien
- Cirkus Thyland, 1884-1888 (ændrer navn til Cirkus Miehe)
Miehe-familien (Heinrich Miehe og hustru Louise, født Schulz)
- Cirkus Steckel, 1918 (skifter navn til Cirkus Brdr. Schmidt)
Schmidt-familien (brødrene Louis, Arnold og Frederik Schmidt sammen med deres mor Helene Schmidt, født Steckel)
- Cirkus Stella Nova, 1993
Steckel-familien, Jacki Steckel og hustru Ulla (f. Spinoza)
- Cirkus Vivi Schmidt, 1963-1967
Schmidt-familien, Louis Schmidts datter, Vivi Schmidt (1932-2015)
- Grand Circus Miehe Cronje, 1911
Christian Miehe
- Grand Cirkus Velandof, 1915 og 1917
A.G. Melchior og Fredinand Benneweis, muligvis var det Bennewies, der turnerede de samme år, som brugte navnet[10]
- Jack Joyces American Circus, 1913-1923
Jack Joyce, en amerikansk hestetræner.

### Cirkus af historisk interesse
- Cirkus Madigan, 1879-1889? 
Madigan-familien

## Tidslinje
- 1845, Cirkustelt i Tivoli
- 1855, Cirkus i Københavns Hippodrom (Hippodromet Kjøbenhavn, i dag Folketeatret)
- 1878-1880, Cirkus Skandinavien
- 1879-1889, Cirkus Madigan
- 1880-1928, Cirkus Dannebrog
- 1884-1888, Cirkus Thyland
- 1894-1926, Cirkus Mundeling
- 1885?-1910?, Cirkus Guillaume
- 1886, Cirkusbygningen i København åbner
- 1887-2015, Cirkus Benneweis
- 1889-1958, Cirkus Miehe
- 1894-1904, Cirkus Bruun, anvendte også navnene Cirkus Arena, Cirkus Martinus og Cirkus Majedo
- 1904-1935, Cirkus Alaska
- 1906-ca. 1910, Cirkus Olympia
- 1908-1934, Cirkus Bech-Olsen
- 1911, Grand Circus Miehe Cronje
- 1913-1923, Jack Joyces American Circus
- 1914-1937, Cirkus Schumann
- 1915 og 1917, Grand Cirkus Velandof
- 1918, Cirkus Steckel, senere Cirkus Brdr. Schmidt
- 1919-1955, Cirkus Brdr. Schmidt
- 1923, Cirkus Reinsch
- 1924-1957, Cirkus Belli
- 1926, Cirkus C. Miehe, fortsatte som Cirkus Miehe-Glauert 1927-1939
- 1927, Cirkus Caravani
- 1927-1939, Cirkus Miehe-Glauert
- 1929-1939, Cirkus Franz-Josef
- 1930, 1935-1961 og 1964-1972, Cirkus Royal, startede under navnet Cirkus Joseph i 1930
- 1931-?, Cirkus Arena (ikke nuværende)
- 1931-1946, Cirkus Olympia
- 1932-1953, Cirkus Robert Daniels
- 1933, Cirkus Dannebrog, genetableret for enkelt sæson
- 1935-1960, Cirkus Louis Schmidt, hed senere kun Cirkus Louis
- 1939-1941, Cirkus Bergman-Madsen, sæson 1940 varede kun i 3 dage.
- 1939-1970, Cirkus Krone som markedscirkus, i begyndelsen kaldt Cirkus Thierry
- 1942, Cirkus C. Miehe (fortsatte som Cirkus Bella)
- 1943-1944, Cirkus Bella (tdl. Cirkus C. Miehe i 1942)
- 1943-1969, Cirkus Schumann
- 1945 Cirkus Arena (ikke nuværende)
- 1945-1946, Cirkus Ib, revy med artistnumre i Fælledparken
- 1947 og 1949, Cirkus Rex
- 1948, Cirkus Korona
- 1948-1951, Cirkus Moreno & Reinsch
- 1951-1967, Cirkus Moreno
- 1953, Cirkus Rex Arena
- 1954, Cirkus Meta
- 1955, Cirkus Renard
- 1955- , Cirkus Arena (det nuværende) etableres
- 1961, Cirkus Buster
- 1961, Cirkus Ib
- 1961-1962, Cirkus Binger
- 1963-1967, Cirkus Vivi Schmidt
- 1970- , Cirkus Arli etableres
- 1973, Cirkus Kenbenny, vintercirkus
- 1974, Cirkus Bünger (eksisterede kun i 8 dage)
- 1976-1977, Cirkus Dania
- 1977-1982, Cirkus M Schumann
- 1977-2016, Cirkus Dannebrog
- 1985, Cirkus Lillian Daniels
- 1984- . Cirkus Krone genopstår
- 1984-1986, Cirkus Freja
- 1985- , Cirkus Kæphøj starter (Børnecirkus og fritidsklub)
- 1986-1987, Cirkus Mundeling
- 1986- , Cirkus Tværs starter (Børne- og ungdomscirkus)
- 1988-2007, Cirkus Charlie
- 1989, Cirkus Dania
- 1991-1995, Cirkus Scandinavia
- 1993, Cirkus Fantastico
- 1993, Cirkus Stella Nova
- 1994- , Cirkus Mascot etableres
- 1998- , Cirkus Baldoni starter under navnet Cirkusteatret
- 1999-2025, Zirkus Nemo (sidste sæson i 2024)
- 2003, Cirkusteatret skifter navn til Cirkus Baldoni
- 2016- , Cirkus Trapez etableres

Listen er udfærdiget med hjælp fra Danske Cirkusvenner.

## Cirkusfamilier
Mange af de første danske cirkusfamilier stammer fra udenlandske slægter, der siden har slået sig ned i Danmark fra slutningen af 1800-tallet. Belli-familien kom for eksempel fra Tyskland, mens familierne Benneweis, Bruun, Enoch og Miehe alle havde oprindelse i de gamle danske hertugdømmer Slesvig og Holsten.
Ifølge historikeren Anders Enevig kunne der i alt skelnes mellem ni store cirkusfamilier og fire, som han kaldte aflæggere. Alfabetisk nævnt: Altenburg, Bruun, Enoch, Hertzberg, Meggele, Mundeling, Møller, Rosenhagen og Schultz, samt aflæggerne Benneweis, Lott, Miehe og Sambleben. Der var desuden 14 indvandrende cirkus- og artistslægter: Belli, Blumenfeld, Dubsky, Gautier, Goldkette, Hoffmann, Houcke, Price, Reinsch, Renard, Brødrene Schmidt, Abe Schmidt, Schumann og Steckel. Desuden var der syv mere eller mindre danske cirkus- og gøglerfamilier: Bech-Olsen, Daniels, Daucke, Olschansky, Overgaard, Pless og Schenstrøm, der selvom flere navne klinger udenlandsk, blev vurderet som danske, da de havde været borgere siden 1700-tallet. Desuden var der en svensk-norsk familie med amerikansk navn: Madigan. I alt opgjorde Enevig det oprindeligt til 35 cirkus- og artistfamilier, ikke medtaget de nyere familier: Arli, Berdino (Berdino-Olsen), Deleuran, Moreno, Thierry og Mønster.
Enevig skriver, at "alle rejsende på en eller anden måde er i familie med hinanden. Derfor har børnenes og de unges tiltaleform over for de ældre en grad af ærbødighed over sig. Fra børnene er helt små, lærer de, at man blandt rejsende ikke siger far og mor, men papa og mama. Børn siger ikke du til forældrene, men tiltaler dem altid som papa og mama. Da det er umuligt for de rejsende at finde ud af, hvordan man indbyrdes og længere ude er i familie med hinanden, løser de yngre problemet på den måde, at de konsekvent tiltaler alle voksne rejsende som tante og onkel."
"Sidst i 1920'erne blev presset fra alle sider så stort, at de rejsende kørte ind på en af de mange vognpladser, der spontant var opstået i del byer, og som af naboerne blev kaldt for sigøjnerlejre" [...] "Fra omkring 1960 strammede kommunerne til overalt, og den ene vognplads efter den anden blev nedlagt. De rejsende gav op og flyttede ind i de lejligheder, som blev anvist af kommunen. Her mistede de den sidste rest af initiativ og selvstændighed og blev private." De rejsende omtalte alle andre som "private", dvs. almindelige mennesker med fast bopæl og fast arbejde, i modsætning til dem, der var født "på hjul".
Mange cirkus, især mindre, er baseret på familien som både ejere og artister, og kalder sig familiecirkus, eller beskrives og omtales som sådant, også selv om enkelte fremmede, engagerede artister indgår i forestillingen. Familiecirkus kan i nutidig markedsføring også opfattes som en familievenlig cirkusforestilling.

### Cirkusslægter
- Arli
Cirkus Arli
- Berdino (Berdino-Olsen)
Cirkus Arena
- Bruun
Cirkus Alaska, Cirkus Arena (ikke nuværende), Cirkus Bruun, Cirkus Franz-Joseph, Cirkus Joseph, Cirkus Martinus, Cirkus Majedo, Cirkus Royal
- Belli
Cirkus Belli, Cirkus Meta
- Benneweis
Cirkus Belli, Cirkus Benneweis, Cirkus Buster, Cirkusbygningen, Cirkus Korona
- Daniels
Cirkus Lillian Daniels, Cirkus Robert Daniels
- Deleuran
Cirkus Mascot
- Enoch
Cirkus Dannebrog, Cirkus Reinsch, Cirkus Skandinavien, Cirkus Trapez
- Madigan
Cirkus Madigan
- Miehe
Cirkus Miehe, Cirkus Renard, Cirkus Thyland
- Mundeling
Cirkus Mundeling, Cirkus Caravani
- Reinsch
Cirkus Moreno, Cirkus Reinsch
- Renard
Cirkus Renard
- Schmidt
Cirkus Brdr. Schmidt, Cirkus Louis Schmidt (Cirkus Louis), Cirkus Steckel, Cirkus Vivi Schmidt
- Schumann
Cirkus M Schumann, Cirkus Schumann, Cirkusbygningen
- Steckel
Cirkus Steckel, Cirkus Stella Nova
- Thierry
Cirkus Krone